# Carlos Castro (calciatore)
Carlos Alfredo Castro (18 marzo 1968) è un ex calciatore venezuelano, di ruolo centrocampista.